# 紅庫特
50°57′N 46°58′E / 50.950°N 46.967°E
紅庫特（俄语：Красный Кут）是俄羅斯薩拉托夫州南部的一個城市，位於薩拉托夫東南117公里。2002年人口15,334人。
1837年由烏克蘭移民所建立。1966年設市。1961年8月7日，戈尔曼·季托夫完成東方二號任務返回至地球時就降落在紅庫特附近。

## 備註
1. ↑  Colin Burgess and Rex Hall, The First Soviet Cosmonaut Team: Their Lives, Legacy, and Historical Impact （页面存档备份，存于） (Springer, 2009) p. 177